# Matrimelee
Matrimelee est un jeu vidéo de combat développé par Noise Factory et Atlus, et édité par Playmore en 2003 sur Neo-Geo MVS et Neo-Geo AES (NGM 266),,. Il appartient à la série Power Instinct.